# 在ウクライナロシア大使館
在ウクライナロシア大使館（ざいウクライナロシアたいしかん、ウクライナ語: Посольство Росії в Україні、ロシア語: Посольство России на Украине、英語: Embassy of Russia in Ukraine）は、かつてウクライナの首都キエフに置かれていたロシアの大使館である。

## 歴史
ウクライナは、1991年8月24日にソビエト連邦から独立し、同年12月5日ソ連邦はウクライナの独立を承認した。1992年2月14日に、ソ連邦を継承したロシアとウクライナの間で外交関係が樹立され、8月6日に、ロシアは大使館を開設した。
2014年3月1日、ロシアのクリミア侵攻に対するデモが大使館の外で行われた。
2014年6月14日、2014年ウクライナ内戦でのロシア政府の関与の疑いに抗議して、200人～300人のデモ隊が大使館職員の車両を引っ繰り返し、掲揚されていたロシア国旗をウクライナ蜂起軍の戦闘旗に立て替えるなどの行動を起こした。デモ隊と大使館職員との交渉にはウクライナ保安庁が応じ、デモ隊側は、反ウクライナ活動を行っているロシア大使館職員は直ちにウクライナを離れるべきであり、ロシアが宣戦布告せず戦争を開始したことを認めるべきとの主張を示した。
2022年2月、ロシアによるウクライナの侵攻直前に大使館員が全員退避した。侵攻直後にウクライナとロシアは断交したため、大使館は閉鎖した。

## 歴代大使
2016年11月から2022年2月にかけて、アレクサンドル・ペトロヴィッチ・ルカシックが臨時代理大使を務めていた。
歴代最後の特命全権大使は、2010年3月2日に親露派のヴィクトル・ヤヌコーヴィチ大統領へ信任状を捧呈して駐宇大使として着任したミハイル・ユリエヴィチ・ズラボフである。反露派のペトロ・ポロシェンコがウクライナの大統領に就任してからは、ロシアがウクライナ固有の領土であるクリミアを実効支配して自国の版図に組み込んだため両国関係が急速に悪化し、ズラボフ大使の離任後にウクライナの大統領へ信任状を捧呈したロシアの大使はいない。